# Euro Hockey Tour 1996/1997
Euro Hockey Tour 1996/1997 var den första upplagan av Euro Hockey Tour, ishockeysportens inofficiella Europamästerskap för landslag, och vanns av Finland före Sverige och Ryssland. Ryssland deltog inte i Pragobanka Cup 1996, och därmed räknades inte denna turnering. Kanada deltog i Izvestija Trophy och Sweden Hockey Games, men utom tävlan i Euro Hockey Tour av geografiska skäl.

## Turneringar

### Karjala Tournament
Karjala Tournament vanns av Finland.

#### Slutställning
| Lag      | Spelade | Vinster | Förluster | Oavgjorda | Gjorda mål | Insläppta mål | Poäng |
| -------- | ------- | ------- | --------- | --------- | ---------- | ------------- | ----- |
| Finland  | 3       | 2       | 1         | 0         | 15         | 16            | 5     |
| Sverige  | 3       | 2       | 0         | 1         | 9          | 8             | 4     |
| Ryssland | 3       | 1       | 0         | 2         | 5          | 11            | 2     |
| Tjeckien | 3       | 0       | 1         | 2         | 5          | 9             | 1     |

### Izvestija Trophy
Izvestija Trophy vanns av Sverige. Det var Sveriges första slutseger i turneringen.

#### Slutställning
| Lag      | Spelade | Vinster | Förluster | Oavgjorda | Gjorda mål | Insläppta mål | Poäng |
| -------- | ------- | ------- | --------- | --------- | ---------- | ------------- | ----- |
| Sverige  | 4       | 3       | 1         | 0         | 12         | 6             | 7     |
| Ryssland | 4       | 3       | 0         | 1         | 13         | 5             | 6     |
| Finland  | 4       | 2       | 0         | 2         | 13         | 9             | 4     |
| Tjeckien | 4       | 1       | 1         | 2         | 9          | 12            | 3     |
| Kanada   | 4       | 0       | 0         | 4         | 3          | 20            | 0     |

### Sweden Hockey Games
Sweden Hockey Games vanns av Finland.

#### Slutställning
| Lag      | Spelade | Vinster | Förluster | Oavgjorda | Gjorda mål | Insläppta mål | Poäng |
| -------- | ------- | ------- | --------- | --------- | ---------- | ------------- | ----- |
| Finland  | 4       | 4       | 0         | 0         | 18         | 5             | 8     |
| Sverige  | 4       | 2       | 0         | 2         | 12         | 10            | 4     |
| Ryssland | 4       | 1       | 1         | 2         | 8          | 10            | 3     |
| Kanada   | 4       | 1       | 1         | 2         | 6          | 8             | 3     |
| Tjeckien | 4       | 1       | 0         | 3         | 6          | 17            | 2     |

## Slutställning Euro Hockey Tour 1996/1997
| Lag      | Spelade | Vinster | Förluster | Oavgjorda | Gjorda mål | Insläppta mål | Poäng |
| -------- | ------- | ------- | --------- | --------- | ---------- | ------------- | ----- |
| Finland  | 9       | 6       | 1         | 2         | 36         | 17            | 13    |
| Sverige  | 9       | 6       | 1         | 2         | 29         | 21            | 13    |
| Ryssland | 9       | 4       | 0         | 5         | 19         | 25            | 8     |
| Tjeckien | 9       | 0       | 2         | 7         | 15         | 36            | 2     |

### Fotnoter
1. ↑  Zendry Svärdkrona (3 oktober 2002). ”Stiltje och explosion” (på svenska). Sportbladet. https://www.aftonbladet.se/sportbladet/a/l1VPr3/stiltje-och-explosion. Läst 20 januari 2016.
2. ↑  Kjell Nilsson (9 februari 1997). ”Spel om halv miljon och ära”. Dagens nyheter. http://www.dn.se/arkiv/sport/spel-om-halv-miljon-och-ara. Läst 20 januari 2016.
3. ↑  Kjell Nilsson (10 februari 1997). ”Sweden Hockey Games: Finsk storslam i Globen. Jarmo Myllys storspelade. Micke Nylander bäste forward”. Dagens nyheter. http://www.dn.se/arkiv/sport/sweden-hockey-games-finsk-storslam-i-globen-jarmo-myllys-storspelade. Läst 20 januari 2016.